# لورانس إم. غيلب
لورانس إم. غيلب (بالإنجليزية: Lawrence M. Gelb)‏ هو عالم كيمياء حيوية أمريكي، ولد في 15 يناير 1898، وتوفي في 27 سبتمبر 1980.